# Herbert Pahlke
Herbert Hugo Pahlke (* 31. Januar 1910 in Rixdorf; †  unbekannt) war ein deutscher Fußballspieler und -trainer. Nach seiner Spielerkarriere bei Tennis Borussia Berlin von 1929 bis 1938 war er mehr als drei Jahrzehnte als Verbandssportlehrer beim Württembergischen Fußballverband im Einsatz. Der Ex-Berliner hatte nach Ende des Zweiten Weltkriegs in der Saison 1946/47 in der Fußball-Oberliga Süd den SV Waldhof Mannheim trainiert und danach noch die Amateurvereine 1. Göppinger SV, Stuttgarter SC und SC Geislingen, ehe er sich wieder ganz der Verbandsarbeit in Württemberg widmete.

## Laufbahn

### Vereinsspieler, bis 1938
Mit acht Jahren begann die sportliche Vereinslaufbahn des in Rixdorf geborenen Herbert Pahlke als Turner beim TV Jahn Neukölln und als Fußballer beim FC Rüstig-Vorwärts. Mit zehn Jahren spielte der Schüler für BFC Stern 89, ehe er bereits mit 15 Jahren beim 1. FC Neukölln mit Freigabe in der 1. Mannschaft aktiv werden durfte. Er war zu dieser Zeit auch schon als bester Berliner Handelsschüler im Dreikampf mit 100 m, Weitsprung und Kugelstoßen aufgefallen. Zur Saison 1929/30 schloss sich der Flügelstürmer den „Veilchen“ von Tennis Borussia Berlin an. Die Stärke von Pahlke war neben seiner Schnelligkeit und enormer Schusskraft die Spezialität seiner extrem weiten Einwürfe. Er wird als „erster Einwurfspezialist des deutschen Fußballs“ bezeichnet. Vierzig Meter weite Einwürfe waren bei ihm die Regel und damit war er einer der wichtigsten Torvorbereiter seiner Mannschaft. Ein vom VBB veranstalteter Einwurfwettbewerb gewann er 1935 mit der Weite von 39, 45 Meter; er wurde auch Vereinsmeister bei TeBe über 100 m, im Kugelstoßen und Diskuswurf.
An der Seite von Mitspieler Sepp Herberger wurde er in seiner ersten Runde bei TeBe auf Anhieb Berliner Vizemeister. Die Entscheidungsspiele gegen Hertha BSC wurden mit 1:3 und 0:2 verloren, aber als Vizemeister durfte Tennis Borussia trotzdem an den Spielen um die deutsche Fußballmeisterschaft teilnehmen. Der Berliner Vertreter traf aber am 18. Mai 1930 in Nürnberg auf die SpVgg Fürth und hatte bei der 1:4-Niederlage keine echte Siegchance. Linksaußen Pahlke erzielte den Ehrentreffer der Berliner. Die Fürther Leistungsträger wie Hans Hagen, Ludwig Leinberger, Konrad Krauß, Andreas Franz, Georg Frank und Georg Kießling waren den TeBe-Leistungsträgern Hans Brunke, Heinz Emmerich, Hermann Lux, Otto Martwig, Josef Herberger und Pahlke deutlich überlegen. Hertha BSC gewann am 22. Juni 1930 mit einem 5:4 gegen Holstein Kiel erstmals die deutsche Meisterschaft. Die zweite Berliner Vizemeisterschaft folgte 1931 und der Sieg im Berliner Pokal. In der Saison 1931/32 glückte endlich der Titelgewinn in Berlin und danach bestritt Pahlke mit TeBe noch zwei Spiele gegen Viktoria Stolp (3:0, 1 Tor) und Eintracht Frankfurt (1:3) in der Endrunde um die deutsche Fußballmeisterschaft. Insgesamt wird der langjährige TeBe-Mannschaftskapitän mit fünf Endrundenspielen und zwei Toren in der Statistik geführt. In der ab 1933/34 beginnenden Gauligaära war der 28-fache Berliner Repräsentativspieler noch bis 1937/38 aktiv; er begann aber parallel das Studium an der Reichsakademie für Leibesübungen mit dem Ziel, Turn- und Sportlehrer zu werden. Da ihn auch die Folgen einer Knieoperation aus dem Jahr 1934 immer wieder zu schaffen machten, stand jetzt die Vorbereitung zur angestrebten Traineraufgabe im Vordergrund. Er legte in den Sonderfächern Fußball und Tennis das Examen ab und übernahm am 8. Oktober 1938 die Stelle des Verbandstrainers im Gau 15 (Württemberg).

### Auswahlspieler
Mit der Auswahl von Brandenburg zog Pahlke im Juli/August 1933 nach Erfolgen gegen Pommern (9:2, 1 Tor) und Mitteldeutschland (6:2) in das Finale um den Adolf-Hitler-Pokal 1933 ein. Das Spiel endete am 23. Juli in Berlin gegen Bayern nach Verlängerung 2:2; im Wiederholungsspiel hatte Brandenburg gegen die Gastgeber am 6. August in München bei der klaren 1:6-Niederlage keine Chance. Linksaußen Pahlke erzielte an der Seite von Hans Ruch, Johannes Sobeck und Willi Kirsei den Ehrentreffer.
Er lief auch im Wettbewerb um den Reichsbundpokal 1935/36 am 10. November 1935 in Königsberg im Team von Brandenburg gegen Ostpreußen beim 1:0-Sieg auf.

### Trainer
In seiner ersten Etappe beim württembergischen Fußballverband nahm Pahlke mit der Auswahl von Württemberg am Reichsbundpokal der Jahre 1938/39 bis 1941/42 teil. Nach Ende des Zweiten Weltkriegs war er zuerst beim SV Waldhof, SV Göppingen, SC Stuttgart und SC Geislingen in der Vereinsarbeit tätig. Als dann 1948 die Sportschule Ruit vom WFV als Jugend- und Sportleiterschule aufgekauft wurde, erhielt auch Pahlke seine erneute Berufung auf den Posten des Verbandssportlehrers. Nach der Anstellung von Harry Hemmo wurden die Aufgaben aufgeteilt: Der Sektor Jugendarbeit lag in Hemmos Verantwortung, die Ausbildung der Übungsleiter und Sportstudenten, der Schiedsrichter, der Sichtung und Betreuung der Spieler für die WFV-Auswahl und die Gestaltung aller Lehrgänge war für „Piehle“ Pahlke reserviert.
Im Länderpokal des DFB zog Württemberg in den Jahren 1952, 1958, 1959, 1963 und 1973 jeweils unter Trainer Pahlke in das Halbfinale ein. Er war auch maßgebend an der Erstellung der Publikationen der WFV-Schriftenreihe „Fußball-Praxis“, Handbuch für Sportlehrer und Fußballtrainer, des 1. Teils „Technik und Taktik“ wie auch des 2. Teils „Konditionstraining“ beteiligt.